# Frederic von Rosenberg

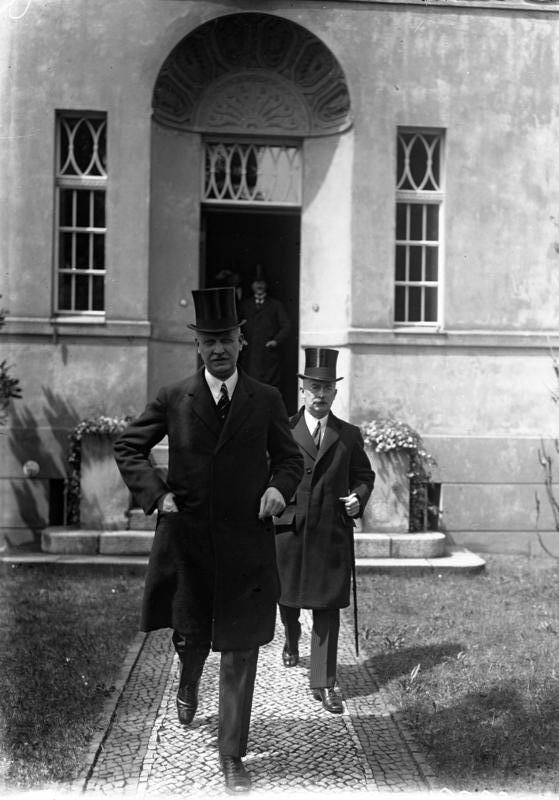
Frederic von Rosenberg till höger snett bakom rikskansler Wilhelm Cuno 1923.

Frederic "Hans" von Rosenberg, född 26 december 1874 i Berlin, död 30 juli 1937 i Fürstenzell, var en tysk diplomat. 
Rosenberg blev 1905 vicekonsul i Antwerpen, anställdes 1907 i tyska utrikesministeriet, var 1918–19 fäst vid tyska legationen i Bern, blev 1920 minister i Wien och 1921 i Köpenhamn samt var under tiden november 1922 till augusti 1923 utrikesminister i Wilhelm Cunos ministär. Han blev 1924 tysk minister i Stockholm och var 1933–35 ambassadör i Ankara.